# ويلهلم شنايدر
ويلهلم شنايدر (بالبولندية: Wilhelm Schneider)‏ هو القافز بالزانة بولندي، ولد في 9 يوليو 1909 في كاتوفيتسه في بولندا، وتوفي في 28 ديسمبر 1988 في خوجوف في بولندا.

## وصلات خارجية
- ويلهلم شنايدر على موقع أوليمبيديا (الإنجليزية)
- ويلهلم شنايدر على موقع اللجنة الأولمبية البولندية (مؤرشف) (البولندية)